# Petróglifos do Chão da Ferradura

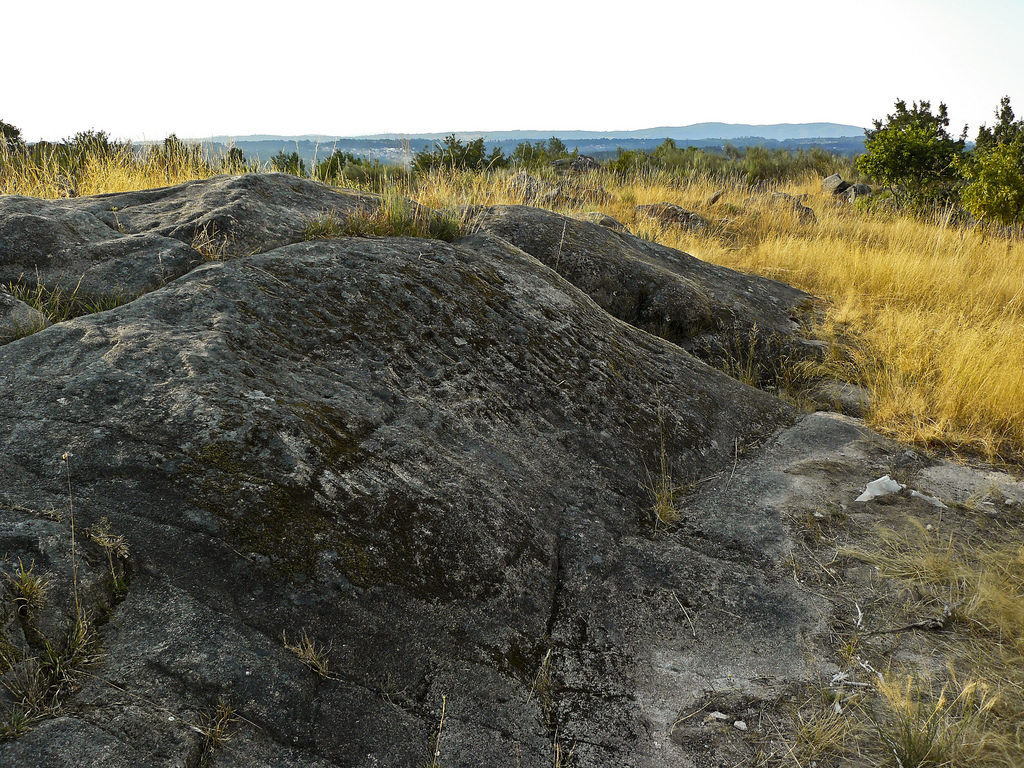
Petróglifos do Chão da Ferradura, na Galiza

A estação de Petróglifos do Chão da Ferradura são uma série de gravuras na rocha descobertas durante os trabalhos de acompanhamento arqueológico da construção do "Gasoduto da Galiza Pontevedra - Ourense", realizado na segunda metade da década de 1990 pelo Laboratório de Arqueologia e Formas Culturais do Instituto de Pesquisas Tecnológicas da Universidade de Santiago de Compostela. Durante estes trabalhos, localizaram-se umas 30 rochas com gravuras distribuídas em vinte grupos numa área de 500 m².
Dela, pode-se dizer que talvez mostre a existência na pré-história da Galiza de cuidadas observações astronômicas, teoria, porém, não admitida por um setor importante da comunidade científica.

## Situação
O Chão da Ferradura é um pequeno planalto situado no extremo sul-ocidental do Chão de Amoeiro, sendo o ponto geográfico dominante entre a confluência dos rios Barbantinho e Minho. Situa-se na freguesia de São Pedro de Trasalba, pertencente ao concelho de Amoeiro, e parte no concelho de Punxín, a poucos quilômetros da capital provincial Ourense.

## Descrição
Trata-se de uma interessante estação de gravuras rupestres de cronologia indeterminada, diferente, pela sua tipologia, basicamente covinhas, e pelo tipo de suporte (xisto), ao predominante nas gravuras do sudoeste da Galiza. Além disso, abrange grandes penedos isentos e alguns abrigos com gravuras no seu interior. O conjunto é composto por um total de 18 grupos inscultóricos dispostos em torno do Chão da Ferradura. A disposição dos petróglifos é periférica dentro da formação topográfica, conferindo uma clara unidade à estação rupestre.
Ao conjunto de gravuras, acrescentam-se dois castros situados nas imediações da estação: o Castro da Zarra e o Castro Coto do Castro. No da Zarra, localizaram-se três petróglifos tipologicamente diferentes aos da estação da Ferradura, já que os motivos que apresentam as gravuras são desenhos próprios da Idade do Bronze, três rochas com círculos concêntricos como motivo principal.
A estruturação espacial das gravuras define-se, ainda, pela disposição de grandes penedos com covinhas delimitando um chão em altura, um acesso à estação e um complexo central que, no caso da Ferradura, é uma rocha com um mínimo de onze figuras de pés, covinhas, ferraduras, etc., isto sem levar em conta a cronologia coincidente ou não das gravuras.
Os motivos representados são muito diversos, com predomínio das covinhas hemisféricas, semicilíndricas, dos reticulados, dos círculos concêntricos, das ferraduras e das cruzes. Entre estas gravuras, destacam-se:
- Duas pegadas de pé rebaixadas na rocha e que são interpretadas por Garcia Quintela e Santos Estévez como um possível lugar de investidura de chefes castrejos[1], o que os leva a levantarem a hipótese de que uma parte importante das gravuras seja da Idade do Ferro e não anteriores mas coetâneas à Cultura Castreja, falando da "Área ritual da Idade do Ferro da Ferradura". A própria situação geográfica na confluência de dois rios foi considerada em muitas culturas como sagrada, como lugares sagrados.
- Outra inscrição de interesse, apesar da sua difícil leitura, é a situada na cima do Castro Coto do Castro, e, perto dele, outra com possível forma de cobra.
- Uma terceira gravura destaca-se neste conjunto e não pelo seu especial desenho, senão pelas possibilidades interpretativas que dela se podem extrair. Trata-se de um curioso petróglifo com uma forma sem paralelos conhecidos na arte pré-histórica galega[2], no abrigo rochoso conhecido como o "Raposo". Em 2002, o Laboratório do Patrimônio, Paleoambiente e Paisagem do Instituto de Estudos Galegos Padre Sarmiento realizou trabalhos de escavação arqueológica no contorno do petróglifo. Localizaram-se neles novos petróglifos (entre eles, um serpentiforme), restos de um tosco empedrado na base da rocha, instrumentos líticos possivelmente empregados para gravar a rocha, uma acumulação de quartzos brancos num canto e pedaços embutidos nas fissuras. Também se observou que uma das fissuras da rocha fora artificialmente alargada, o que permite observar, através dela, um pedaço do horizonte ocupado na íntegra pelo Castro de San Cibrão das Lás.

### O alinhamento arqueoastronômico no solstício de Inverno:"O abeiro do Raposo"
A gravura está orientada para uma abertura triangular natural do abrigo que olha para sudeste, e já o seu descobridor ponderou a possibilidade de estar orientada para o pôr-do-sol no solstício de Inverno. A rocha onde está gravado foi separada de uma rocha maior e ligeiramente deslocada para situá-la na boca do abrigo.
Após várias tentativas frustradas, a 21 de Dezembro de 2001, Garcia Quintela e Santos Estévez puderam comprovar empiricamente a intuição inicial, uma relação entre o petróglifo, a abertura do abrigo e o ocaso do sol no dia do solstício de Inverno. Nos últimos momentos do dia do solstício de Inverno, fizeram as seguintes observações:
1. O petróglifo ilumina-se parcialmente pelo sol, e o sol, visto do abrigo, põe-se ligeiramente a norte do Monte de São Trocado[3].
2. Quando o sol deixa de iluminar o petróglifo do abrigo, o sol vê-se logo acima do cume de São Trocado.
3. Constataram que, à medida que baixava o sol, a sombra produzida pelo abrigo rochoso ia-se definindo no sentido oposto apontando para o Castro Coto do Castro e que, aliás, o perfil dessa sombra coincide precisamente com a própria orografia do castro.

Empiricamente comprovaram a existência de um alinhamento arqueo-astronômico entre o sol minutos antes do ocaso do dia do solstício de Inverno, o cume do São Trocado, o abrigo do Raposo e o seu petróglifo, e a cima do Coto do Castro.
Da observação deste feito natural pouca informação se pode obter sobre o possível significado para a comunidade da Idade do Ferro, já que nem sequer se pode estabelecer uma datação para o petróglifo, a qual não tem que ser coetânea à ocupação de São Trocado e Coto do Castro.
Os investigadores Marco V. Garcia Quintela e Manuel Santos Estévez propõem a seguinte hipótese sobre o motivo representado no petróglifo:
- Propõem que é uma possível representação topográfica da área onde se situa a gravura, vista da mesma, portanto, uma representação do baixo vale do Barbantinho na sua confluência com o Minho.
- Uma segunda proposta relaciona-se com a datação do conjunto na Idade do Ferro, aproximadamente, entre o século IV a.C. e o século I a.C. Esta hipótese trata de assentar-se em analogias com exemplos galos e do norte da Itália, mas sem ter ainda uma sólida sustentação científica.

Porém, estas propostas não têm recebido um bom acolhimento entre a comunidade científica, sendo criticadas por serem pouco plausíveis e baseadas em razoamentos incompletos e, em muitos casos, carentes do necessário rigor científico.